# Ny befälsordning
Ny befälsordning, NBO, var en reform som genomfördes i Försvarsmakten 1983 och som medförde att de tre yrkesbefälskårerna, plutonsofficerare, kompaniofficerare och regementsofficerare avskaffades som befälskårer och ett enbefälssystem skapades. 
NBO ersattes med 2009 års befälsordning som syftade till att mer efterlikna andra länders system, med syfte att underlätta internationellt samarbete, istället för att skapa något helt avvikande från omvärlden likt NBO.

## Grundprinciper
- Allt yrkesbefäl är chef, fackman och utbildare.
- Allt yrkesbefäl tillhör samma befälskategori: yrkesofficer.
- Allt yrkesbefäl fullgör grundutbildning på befälslinje som värnpliktig bland värnpliktiga.
- Allt yrkesbefäl utbildas efterhand till plutonchef i krigsorganisationen och till kvalificerad utbildare i fredsorganisationen.
- Jämfört med dagens flerbefälssystem, var de yngre officerarna (fänrik-kapten) i många stycken specialistofficerare, och efter stabsprogrammet (då man blev major) så blev man mer officer, d.v.s. mer chef-ledare.
- Fänrik är den lägsta tjänstegraden för yrkesbefälet.[1] [2]

## Utbildning
- Allmän behörighet för högskolestudier ett grundkrav.
- Genomgången grundutbildning som värnpliktig gruppbefälselev, plutonsbefälselev eller kompanibefälselev ett grundkrav.
- Förberedande officerskurs (FOK) krav för antagning som yrkesofficersaspirant som ej genomfört plutonsbefäls- (PB) eller kompanibefälsutbildning (KB) under värnplikten.
- Yrkesofficerskurs YOK vid officershögskola med skoldel (ett år) och uppföljd praktiktjänstgöring (ett år). Vid förberedande utbildningar inför YOK (benämndes ofta OK1) bars en vinkel som gradbeteckning, två vinklar under officershögskolans teoridel (benämndes ibland OK2), och tre vinklar under praktikåret som ofta benämndes OK3. Efter godkänt praktikår utnämndes vinkelsergeanten till fänrik vid sitt hemförband.
- Efter ett till fem år urval till krigshögskolan allmänna kurs KHS-AK (löjtnant). Två år därefter genomgång av krigshögskolans högre kurs KHS-HK (kapten). Efter fyra till sex år urval till militärhögskolans allmänna kurs MHS-AK (major). Därefter urval till militärhögskolans högre kurs MHS-HK (överstelöjtnant och högre).
- De som inte genomgick krigshögskolans allmänna kurs kunde efter fem till nio år söka specialistkursen KHS-SK (löjtnant). Därefter möjligt urval till den högre kursen KHS-KH (kapten). [1] [2]

## Förändrad tjänsteställning och grad
Plutonsofficerarna erhöll officers tjänsteställning och grad vid övergången till NBO. Sergeanter blev därvid fänrikar, och vissa äldre/rutinerade blev befordrade till löjtnanter. Fanjunkare blev löjtnanter och vissa äldre/rutinerade blev kaptener. Vid övergången till NBO 1983 fanns vissa äldre förvaltare inom FM, dessa blev befordrade till kaptener. 

## Fackliga förändringar
Bland annat som en följd av reformen skapades två officersförbund, Officerarnas riksförbund i TCO och Svenska officersförbundet i SACO. Tidigare fanns det tre, Plutonsofficersförbundet och Kompaniofficersförbundet i TCO och Svenska officersförbundet i SACO.